# Spanisches Kampfrind

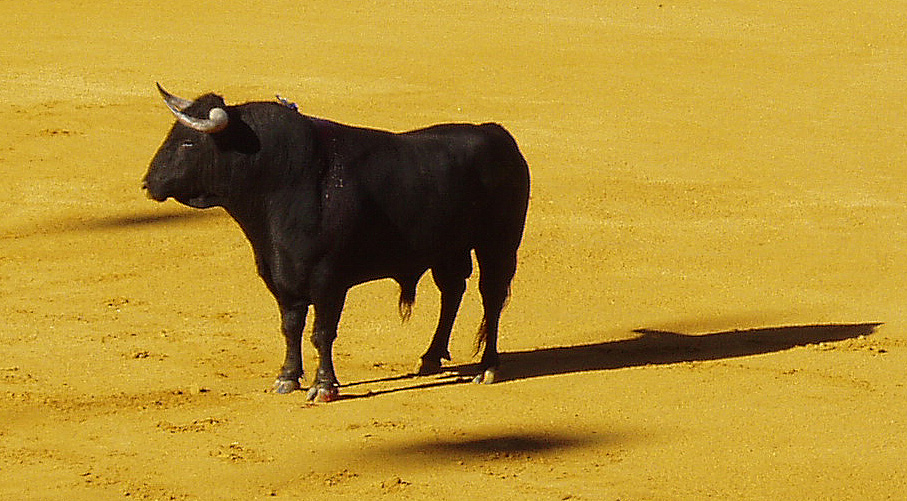
Spanisches Kampfrind

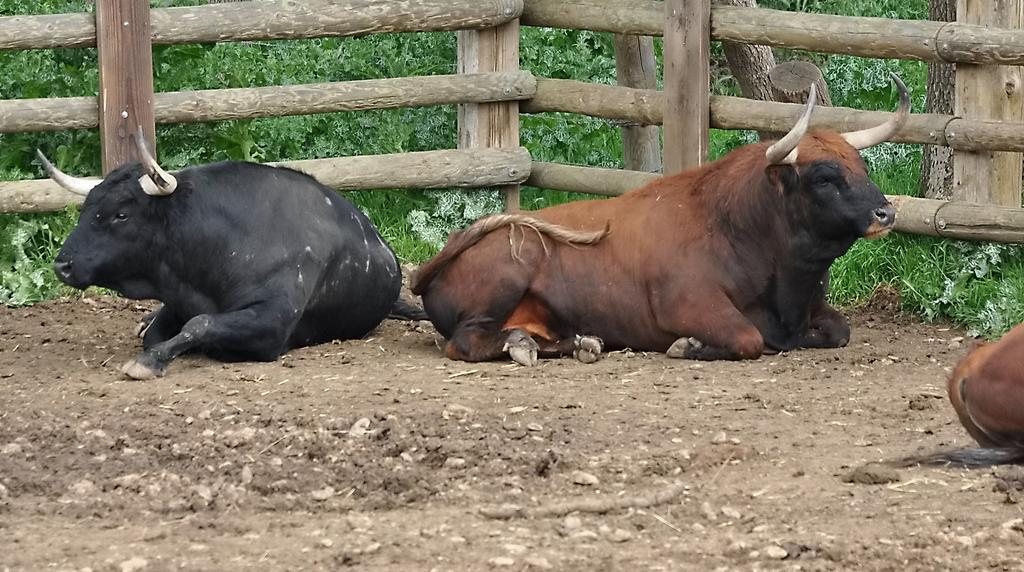
Spanische Kampfstiere

Als Spanisches Kampfrind (toro de lidia) werden verschiedene iberische Rinderrassen bezeichnet. Eines der Zuchtziele dieser Rassen ist besondere Aggressivität. Die Stiere werden zum Stierkampf verwendet. Dem spanischen Kampfrind wird, gemeinsam mit einigen anderen ursprünglichen Rinderrassen, eine besondere phänotypische Nähe zum Auerochsen, der Stammform der meisten Hausrinder, attestiert.

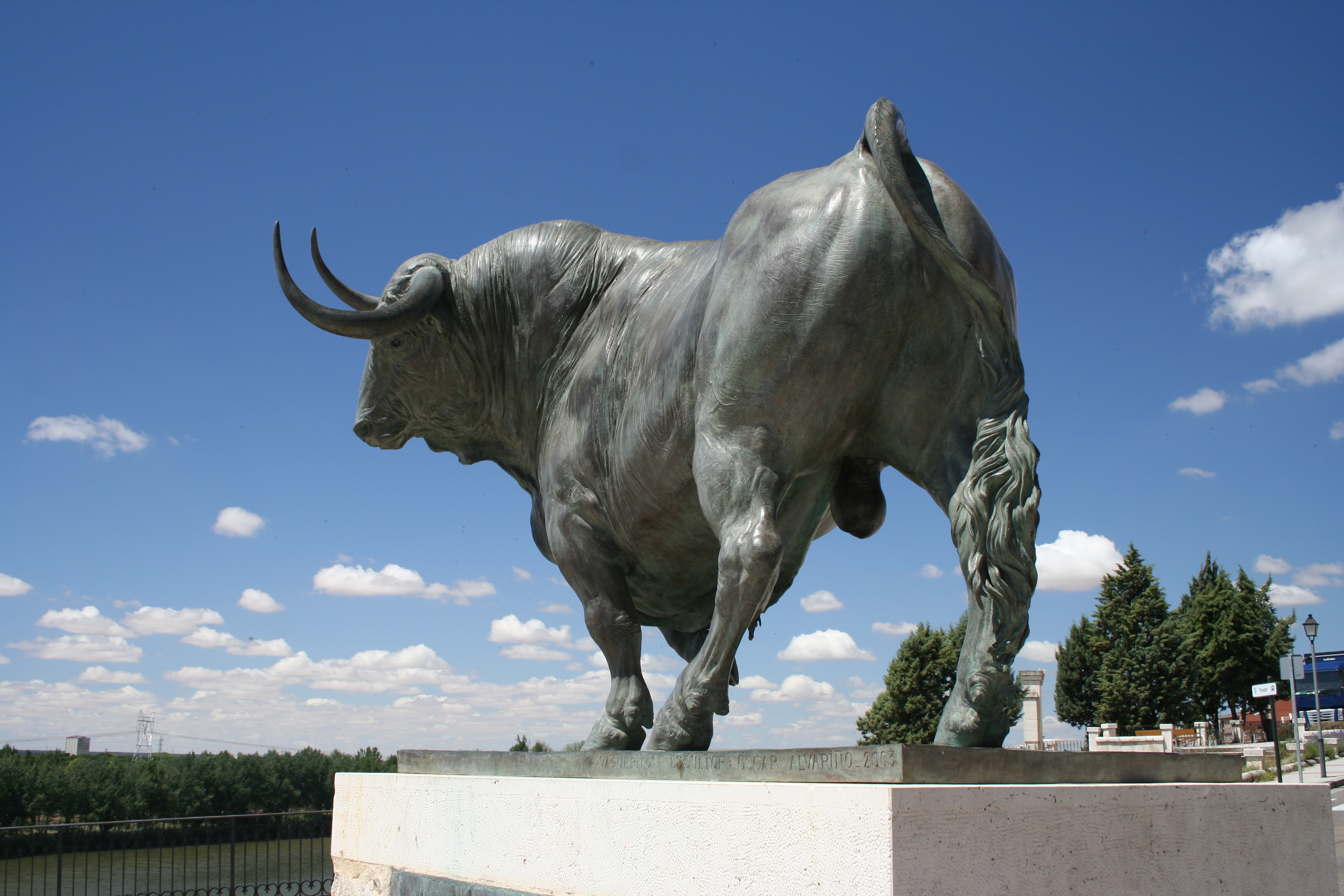
Skulptur des Spanischen Kampfstiers von Oscar Alvariño in Tordesillas (2003)

## Ursprung und Verbreitungsgebiet
Das Kampfrind ist in Spanien, Portugal, Südfrankreich und Teilen Lateinamerikas verbreitet. Vor allem im Westen und Südwesten der Iberischen Halbinsel findet man diese Rinder. Das Spanische Kampfrind blickt auf eine lange Geschichte zurück. Man nimmt an, dass es auf Hausrinder zurückgeht, die von keltischen Stämmen eingeführt wurden. Zwischen dem 8. und 15. Jahrhundert dürfte zwischen dem muslimischen und dem christlichen Teil der Iberischen Halbinsel eine Art Niemandsland entstanden sein, in dem größere Bestände von halbwilden Rindern lebten. Aus diesen wurden stets die aggressivsten Bullen für die Stierkämpfe ausgewählt. Eine Herde dieser Tiere ist erstmals im 14. Jahrhundert durch Texte aus dem Königreich Navarra bezeugt. Während des 18. Jahrhunderts wurde zielgerichteter gezüchtet. Man wählte aus den Herden, die ursprünglich vor allem der Fleischgewinnung dienten, die geeignetsten Tiere und züchtete sie gezielt für verschiedene Formen des Stierkampfes. Dadurch entstanden verschiedene Linien, die sich teilweise stark voneinander unterscheiden. Analysen mitochondrialer DNA deuten darauf hin, dass das Spanische Kampfrind näher mit Auerochsen Südeuropas beziehungsweise anderen europäischen Hausrindern verwandt ist, als mit Auerochsen Nord- und Mitteleuropas. Daneben ist das Kampfrind zu geringen Teilen auch Träger von DNA-Haplotypen, die ihren Ursprung in Afrika haben dürften. Insgesamt zeichnet sich diese phänotypisch sehr diverse Rinderform auch durch eine große genetische Diversität aus. Ob das Spanische Kampfrind vor allem auf Hausrinder zurückgeht, die ursprünglich in Vorderasien domestiziert wurden, oder auf Rinder, die auf der Iberischen Halbinsel unabhängig domestiziert wurden, ist nicht geklärt.

## Aussehen und Beschreibung

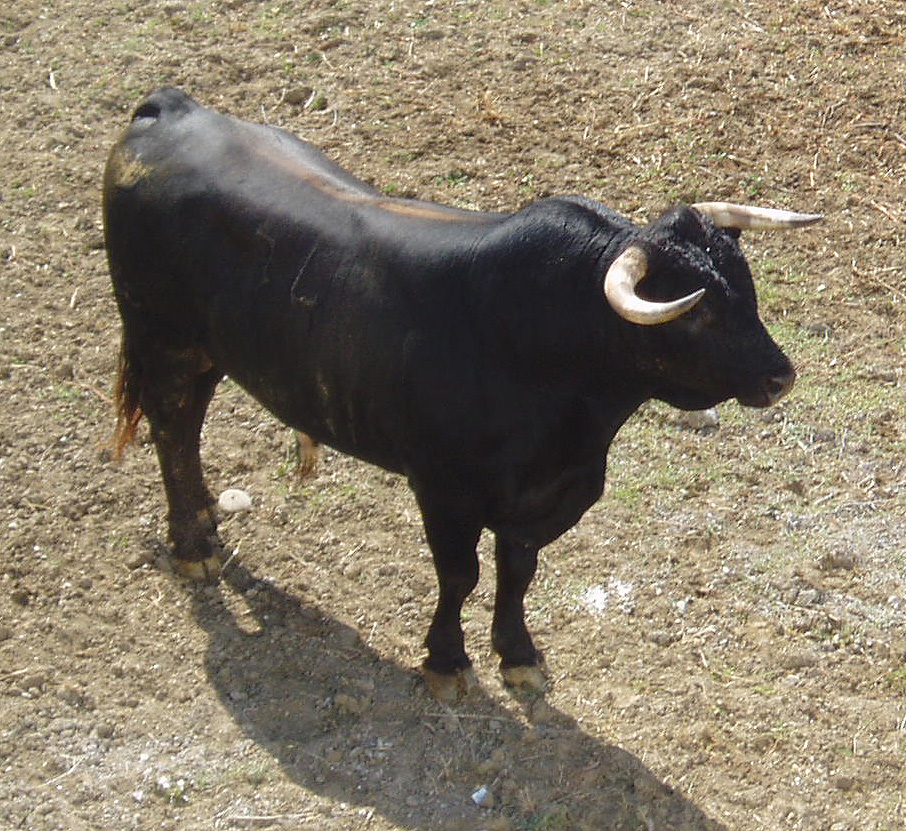
Kampfstier mit hellem Aalstrich

In ihrem Aussehen ähneln diese Rinder noch recht stark der Wildform des Hausrindes, dem ausgerotteten Auerochsen. So weisen Kampfrinder eine athletische Körperform mit einer schlanken Taille, geschwungener Rückenlinie und stark ausgeprägter Schulter- und Nackenregion auf. Auch sind die Beine oft lang. Der Schädel ist proportional groß und langschnauzig, er trägt die nach vorne geschwungenen Hörner. Diese ähneln denen des Auerochsen in mehrerer Hinsicht: zum einen stehen sie in einem 60°-Winkel zum Schädel, wie beim Ur, zum anderen haben sie eine meist sehr ähnliche oder identische Krümmung. Auch farblich haben Kampfstiere einige Wildeigenschaften, so sind die Stiere meist schwarz und die Kühe rotbraun gefärbt. Oft ist auch ein heller Aalstrich und ein weiß umrandetes Flotzmaul vorhanden, wie dies beim Auerochsen der Fall war. Der Schädel der Bullen trägt meist gekräuselte Stirnlocken, deren Farbpalette von blond über rotbraun bis hin zu schwarz reichen kann. All diese Eigenschaften machen das Spanische Kampfrind zu einer der Auerochsen-artigsten modernen Rinderrassen. Infolge der Zucht gibt es jedoch auch Individuen mit abweichenden Merkmalen. 
Die Rasse ist kleinrahmig, ausgewachsene Bullen erreichen 500 bis 650 kg Gewicht.

## Zuchtlinien
Der Schwarze Kampfstier wird seit 500 Jahren gezüchtet, die Rasse geht auf alte keltische Landschläge zurück. Das Mindestgewicht für einen Kampf ist 460 kg. Meist werden Bullen im Alter von 5 oder 6 Jahren verwendet. Jüngere Stiere (Novillos) werden in Kämpfen mit Nachwuchsmatadoren eingesetzt. Vom Toro de Lidia, dem spanischen Kampfstier, existieren mehrere Zuchtlinien, welche sich bezüglich ihrer Proportionen oder Färbung unterscheiden können. Die wildfarbenen Kampfrinder sind jedoch in der Mehrheit. 
Die wichtigsten Zuchtlinien sind:
- Cabrera
- Gallardo
- Miura
- Navarra
- Vazqueña
- Vistahermosa

## Historische Kampfstiere

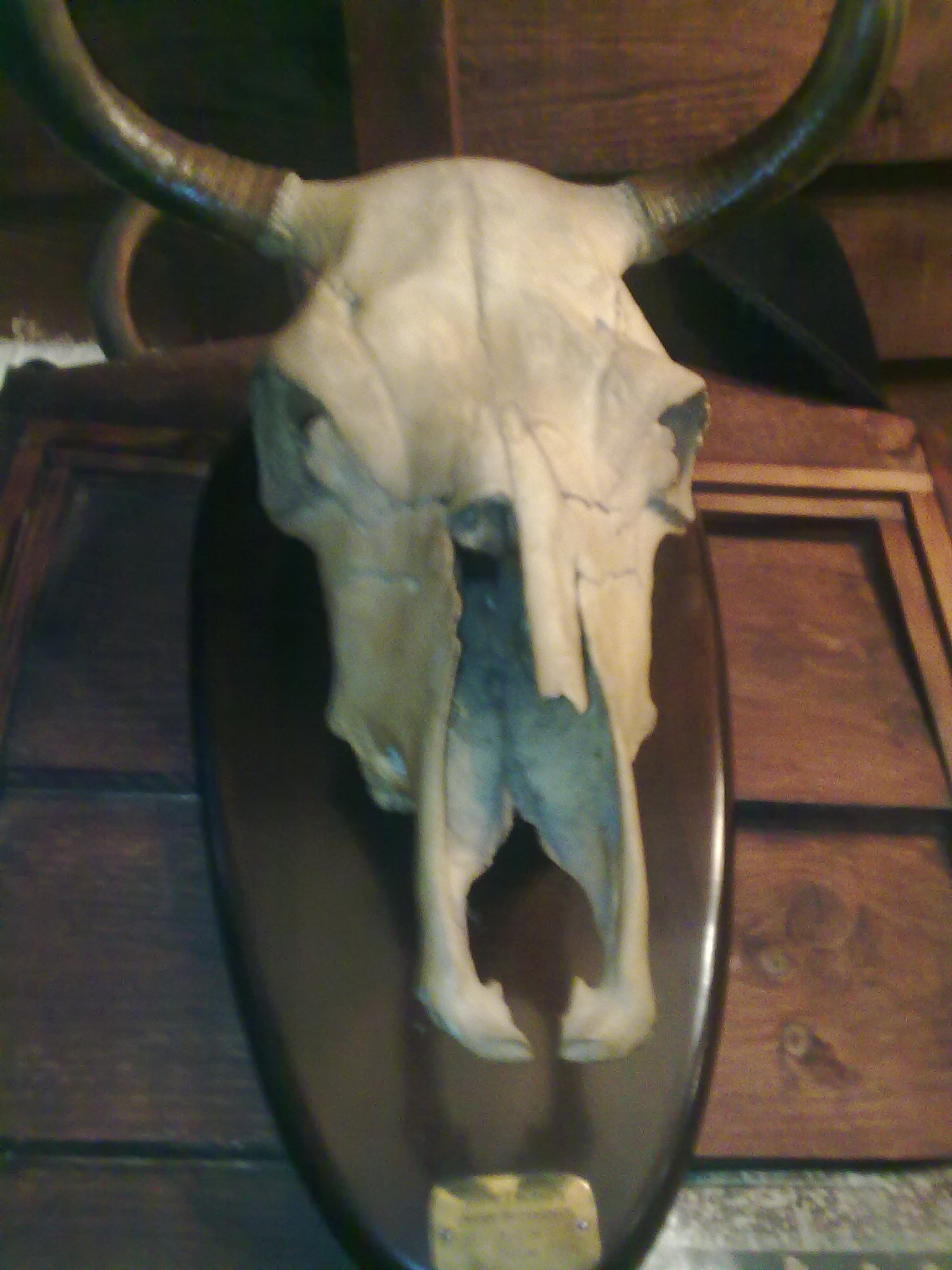
Isleros Schädel

- „Gordito“
- „Civilón“
- „Islero“
- „Murciélago“